# SN 2004ib
SN 2004ib – supernowa typu Ic odkryta 10 października 2004 roku w galaktyce A024056-0010. W momencie odkrycia miała maksymalną jasność 20,30m.